# Carbonemys cofrinii
Carbonemys cofrinii là một loài rùa thuộc chi đơn loài Carbonemys đã tuyệt chủng. Đây là loài rùa có kích thước mai dài 1,72 mét, là một trong những loài rùa lớn nhất. Nó đã từng cư trú trên mảnh đất ngày nay là Nam Mỹ cách đây khoảng 60 triệu năm. Hóa thạch loài rùa này đã được phát hiện năm 2005 ở mỏ than ở Columbia. Nó có hàm khỏe mạnh, có thể nhai nhiều loại con mồi có vỏ cứng, có thể nhai cả cá sấu.

## Hình ảnh

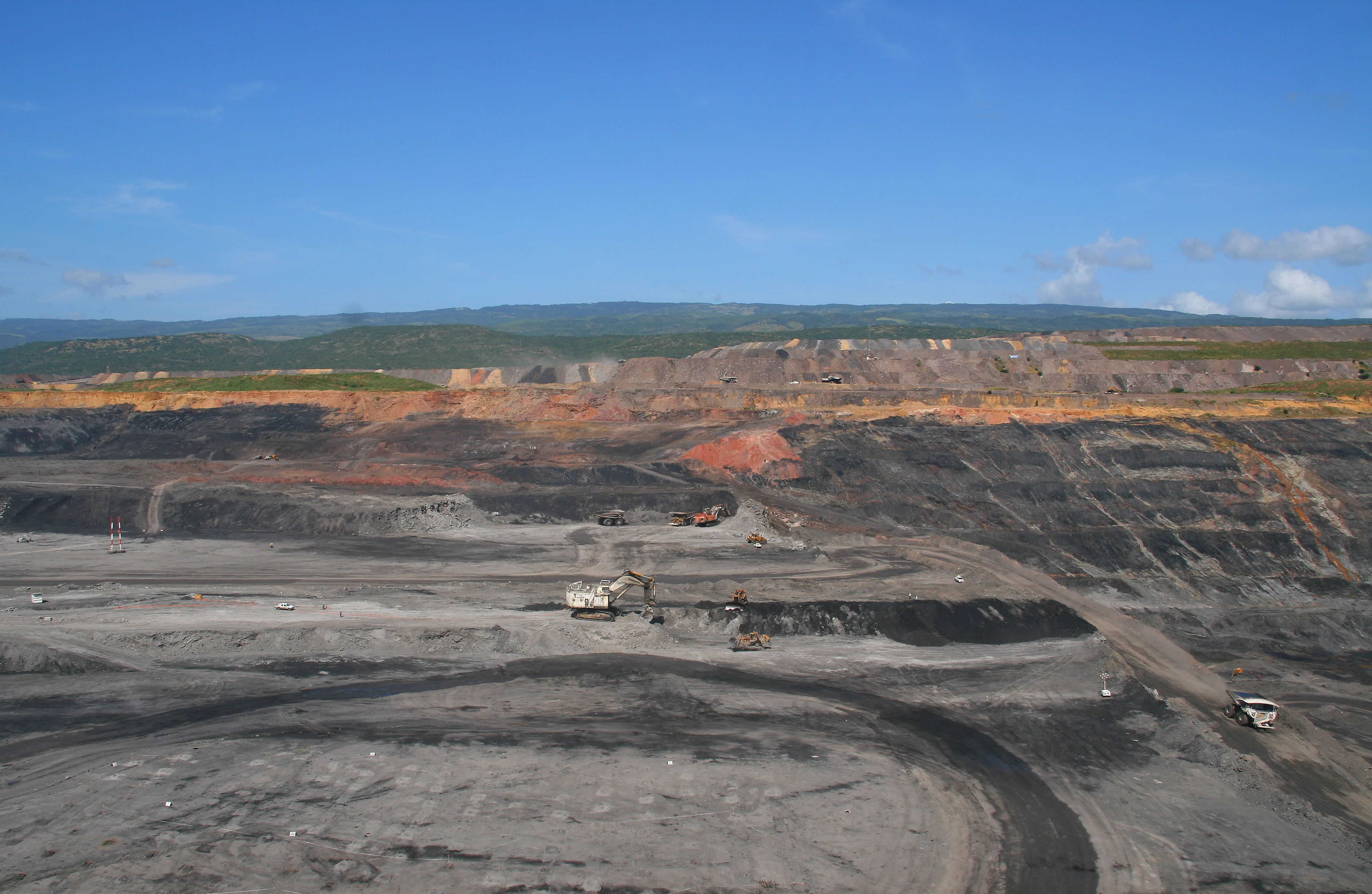